# Рагби 15 репрезентација Папуе Нове Гвинеје
Рагби репрезентација Папуе Нове Гвинеје је рагби јунион тим који представља Папуу Нову Гвинеју у овом екипном спорту. Симбол рагби репрезентације Папуе Нове Гвинеје је крокодил. Рагби савез Папуе Нове Гвинеје је основан 1962. У Папуи Новој Гвинеји има 57 рагби клубова и око 8 500 рагбиста. У Папуи Новог Гвинеји рагби 13 је много популарнији од рагбија 15. Први званичан тест меч рагби репрезентација Папуе Нове Гвинеје је одиграла против Вануатуа 1966. Најтежи пораз Папуи Новој Гвинеји, нанела је рагби репрезентација Самое (7-115) 2009.